# Kostel svatého Františka z Assisi (Paříž)
Kostel svatého Františka z Assisi (fr. Église Saint-François-d'Assise) je katolický farní kostel v 19. obvodu v Paříži, v ulici Rue de Mouzaïa.

## Historie
Výstavba kostela probíhala v letech 1914–1926. Nejprve zde v roce 1914 byla zřízena jednoduchá krypta zasvěcená svatému Landerikovi. Protože počet obyvatel ve zdejší čtvrti rychle rostl, bylo rozhodnuto vybudovat nový kostel. Ten byl zasvěcen Františkovi z Assisi na paměť 700. výročí založení řádu františkánů.

## Architektura
Kostel je postavený z cihel a má betonovou kostru. Jeho architekty jsou bratři Paul a Auguste Courcoux. Budova připomíná italské stavby, jejím vzorem byly kostely v Umbrii.
I přes střízlivost typickou pro františkány je kostel vyzdoben velkými freskami v chóru, které kontrastují s bílými stěnami a tmavým stropem. Kostel je velmi jasný díky okny s bílým sklem v bočních lodích. Barevné vitráže jsou v posledních třech oknech na každé straně a představují Pannu Marii a svatého Františka.